# Lonnie Walker
Lonnie Walker IV (Reading, 14 dicembre 1998) è un cestista statunitense.

## Carriera
È stato selezionato dai San Antonio Spurs al primo giro del Draft NBA 2018 (18ª scelta assoluta).

## Statistiche

### NCAA
| Anno      | Squadra          | PG | PT | MP   | TC%  | 3P%  | TL%  | RP  | AP  | PRP | SP  | PP   |
| --------- | ---------------- | -- | -- | ---- | ---- | ---- | ---- | --- | --- | --- | --- | ---- |
| 2017-2018 | Miami Hurricanes | 32 | 18 | 27,8 | 41,5 | 34,6 | 73,8 | 2,6 | 1,9 | 0,9 | 0,5 | 15,2 |
| Carriera  | Carriera         | 32 | 18 | 27,8 | 41,5 | 34,6 | 73,8 | 2,6 | 1,9 | 0,9 | 0,5 | 15,2 |

#### Massimi in carriera
- Massimo di punti: 26 vs Boston (5 dicembre 2017)[1]
- Massimo di rimbalzi: 7 (2 volte)
- Massimo di assist: 5 (2 volte)
- Massimo di palle rubate: 4 vs Duke (15 gennaio 2018)
- Massimo di stoppate: 3 vs Wake Forest (7 febbraio 2018)
- Massimo di minuti giocati: 41 vs Florida State (27 gennaio 2018)

### NBA

#### Regular Season
| Anno      | Squadra            | PG  | PT | MP   | TC%  | 3P%  | TL%  | RP  | AP  | PRP | SP  | PP   |
| --------- | ------------------ | --- | -- | ---- | ---- | ---- | ---- | --- | --- | --- | --- | ---- |
| 2018-2019 | San Antonio Spurs  | 17  | 0  | 6,9  | 34,8 | 38,5 | 80,0 | 1,0 | 0,5 | 0,4 | 0,2 | 2,6  |
| 2019-2020 | San Antonio Spurs  | 61  | 12 | 16,2 | 42,6 | 40,6 | 72,1 | 2,3 | 1,1 | 0,5 | 0,2 | 6,4  |
| 2020-2021 | San Antonio Spurs  | 60  | 38 | 25,4 | 42,0 | 35,5 | 81,4 | 2,6 | 1,7 | 0,5 | 0,3 | 11,2 |
| 2021-2022 | San Antonio Spurs  | 70  | 6  | 23,0 | 40,7 | 31,4 | 78,4 | 2,6 | 2,2 | 0,6 | 0,3 | 12,1 |
| 2022-2023 | L.A. Lakers        | 56  | 32 | 23,2 | 44,8 | 36,5 | 85,8 | 1,9 | 1,1 | 0,5 | 0,3 | 11,7 |
| 2023-2024 | Brooklyn Nets      | 58  | 0  | 17,4 | 42,3 | 38,4 | 76,3 | 2,2 | 1,3 | 0,6 | 0,3 | 9,7  |
| 2024-2025 | Philadelphia 76ers | 20  | 7  | 23,9 | 42,0 | 35,4 | 80,0 | 3,2 | 2,5 | 0,5 | 0,3 | 12,4 |
| Carriera  | Carriera           | 342 | 95 | 20,5 | 42,2 | 35,6 | 79,5 | 2,3 | 1,5 | 0,5 | 0,3 | 10,0 |

#### Play-off
| Anno     | Squadra           | PG | PT | MP   | TC%  | 3P%  | TL%  | RP  | AP  | PRP | SP  | PP  |
| -------- | ----------------- | -- | -- | ---- | ---- | ---- | ---- | --- | --- | --- | --- | --- |
| 2019     | San Antonio Spurs | 6  | 0  | 3,5  | 37,5 | 0,0  | -    | 0,3 | 0,5 | 0,0 | 0,0 | 1,0 |
| 2023     | L.A. Lakers       | 13 | 0  | 13,8 | 48,3 | 38,2 | 75,0 | 0,9 | 0,8 | 0,5 | 0,1 | 6,2 |
| Carriera | Carriera          | 19 | 0  | 10,5 | 47,1 | 37,1 | 75,0 | 0,7 | 0,7 | 0,4 | 0,1 | 4,5 |

#### Massimi in carriera
- Massimo di punti: 31 vs Milwaukee Bucks (20 marzo 2021)[2]
- Massimo di rimbalzi: 8 vs Portland Trail Blazers (8 maggio 2021)
- Massimo di assist: 6 (4 volte)
- Massimo di palle rubate: 3 (6 volte)
- Massimo di stoppate: 3 (2 volte)
- Massimo di minuti giocati: 40 vs New Orleans Pelicans (2 novembre 2022)

### G League
| Anno      | Squadra      | PG | PT | MP   | TC%  | 3P%  | TL%  | RP  | AP  | PRP | SP  | PP   |
| --------- | ------------ | -- | -- | ---- | ---- | ---- | ---- | --- | --- | --- | --- | ---- |
| 2018-2019 | Austin Spurs | 29 | 28 | 27,3 | 43,9 | 35,8 | 81,1 | 2,9 | 1,8 | 1,2 | 0,4 | 16,6 |
| Carriera  | Carriera     | 29 | 28 | 27,3 | 43,9 | 35,8 | 81,1 | 2,9 | 1,8 | 1,2 | 0,4 | 16,6 |

### Eurolega
| Anno      | Squadra         | PG | PT | MP   | TC%  | 3P%  | TL%  | RP  | AP  | PRP | SP  | PP   |
| --------- | --------------- | -- | -- | ---- | ---- | ---- | ---- | --- | --- | --- | --- | ---- |
| 2024-2025 | Žalgiris Kaunas | 19 | 15 | 22,3 | 38,7 | 33,1 | 85,7 | 3,2 | 1,8 | 0,9 | 0,2 | 13,6 |
| Carriera  | Carriera        | 19 | 15 | 22,3 | 38,7 | 33,1 | 85,7 | 3,2 | 1,8 | 0,9 | 0,2 | 13,6 |

## Palmarès

### Squadra
- Coppa di Lituania: 1

Žalgiris Kaunas: 2024-2025

### Individuale
- McDonald's All-American (2017)